# Campionati europei di pugilato dilettanti 1927
I Campionati europei di pugilato dilettanti maschili 1927 si sono tenuti a Berlino, Germania, dal 16 al 20 maggio 1927. È stata la 2ª edizione della competizione organizzata dall'EABA. 50 pugili da 13 Paesi hanno partecipato alla competizione.

## Podi
| Categoria                   | Oro               | Argento        | Bronzo             |
| Pesi mosca (kg 50,8)        | Lennart Bohmann   | Antal Kocsis   | Heinz Brofazi      |
| Pesi gallo (kg 53,5)        | Kurt Dalchow      | Gaetano Lanzi  | Bobby Spunner      |
| Pesi piuma (kg 57,1)        | Franz Dübbers     | Harry Wolff    | Miklós Gelbai-Gelb |
| Pesi leggeri (kg 61,2)      | Jacob Domgörgen   | Arne Sande     | Gunnar Berggren    |
| Pesi welter (kg 66,7)       | Romano Caneva     | Gustave Roth   | István Balázs      |
| Pesi medi (kg 72,6)         | Edgar Christensen | Wilhelm Maier  | Olaf Falk          |
| Pesi mediomassimi (kg 79,4) | Hein Müller       | Karel Miljon   | Clas Engström      |
| Pesi massimi (kg 79,4 +)    | Nils Ramm         | Hans Schönrath | Michael Michaelsen |

## Medagliere
Nazione ospitante 
| Posiz. | Nazione     | Oro | Argento | Bronzo | Totale |
| ------ | ----------- | --- | ------- | ------ | ------ |
| 1      | Germania    | 4   | 2       | 1      | 7      |
| 2      | Svezia      | 2   | 1       | 3      | 6      |
| 3      | Italia      | 1   | 1       | 0      | 2      |
| 4      | Norvegia    | 1   | 0       | 0      | 1      |
| 5      | Ungheria    | 0   | 1       | 2      | 3      |
| 6      | Danimarca   | 0   | 1       | 1      | 2      |
| 7      | Belgio      | 0   | 1       | 0      | 1      |
| 7      | Paesi Bassi | 0   | 1       | 0      | 1      |
| 9      | Austria     | 0   | 0       | 1      | 1      |
| Totale | Totale      | 8   | 8       | 8      | 24     |